# Loxanthera speciosa
Loxanthera speciosa är en tvåhjärtbladig växtart som beskrevs av Carl Ludwig von Blume. Loxanthera speciosa ingår i släktet Loxanthera och familjen Loranthaceae. Inga underarter finns listade i Catalogue of Life.